# Раджендраварман II
Раджендраварман II (кхмер. រាជេន្ទ្រវម៌្មទី២, ум. 968) — король Кхмерской империи (944—968).

## Биография

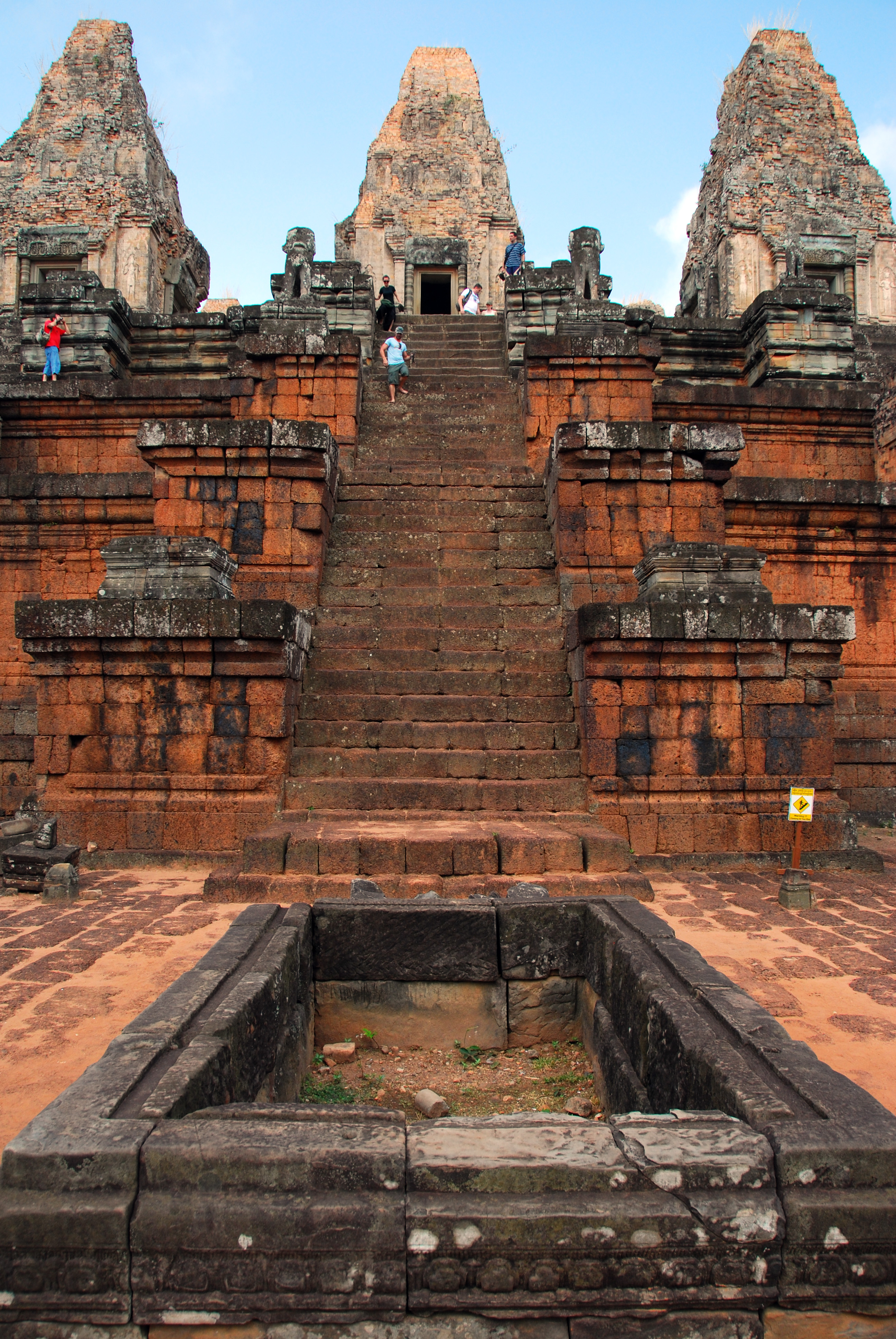
Пре Руп

Сын сестры Яшовармана I и принца Бхавапуры.
В 944 году вернул единство власти в Кхмерской империи, отобрав её у Харшавармана II из Кахкае, и вернул столицу в Яшодхарапуру.
Надпись в храме Баксей Тьямгкронг повествует о родословной короля, ведущего род по отцовской линии от Солнечной династии (о чём там упоминается впервые, как и легенда о Камбу и Мере), а по материнской линии — от Лунной.
В 953 году строит храм-гору Восточный Мебон. В 961 году ещё один храм-гору Пре-Руп. В 967 году советник Раджендравармана II Яджнавараха построил знаменитый храм Бантеайсрей. Раджендраварману II также приписывают строительство Прэахвихеа. Построил несколько буддийских храмов, как, например, Батчум.
Чтобы укрепить свою власть, памятую о прошлом, понизил статус вассальных государств в составе Кхмерской империи до провинций (вишайя), чем вызвал серьёзное недовольство вассалов, лишив их титулов и привилегий.
Их внимание ему удалось переключить на естественного врага — Чампу.
В 945—946 годах он провёл ряд разорительных набегов на земли Чампы. Из храма Понагар (ныне Нячанг) вывозит золотую статую богини Бхавагати.
К моменту смерти в 968 году Кхмерская империя простиралась от Аннамской горной цепи на востоке до реки Салуин в Мьянме на западе, и до Грахи (ныне район Накхон Си Тхаммарат)на юге.
Посмертное имя Раджендравармана II — Шивалока